# Civizelotes
Civizelotes es un género de arañas de tierra del orden Araneae. Fue descrito por Senglet en 2012.

## Especies
- Civizelotes aituar Esyunin y Tuneva, 2020
- Civizelotes akmon Chatzaki, 2021
- Civizelotes caucasius (L. Koch, 1866)
- Civizelotes civicus (Eugène Simon, 1878)
- Civizelotes dentatidens (Eugène Simon, 1914)
- Civizelotes gracilis (Canestrini, 1868)
- Civizelotes ibericus Senglet, 2012
- Civizelotes latapophysis (Wunderlich, 2024)
- Civizelotes medianoides Senglet, 2012
- Civizelotes medianus (Denis, 1936)
- Civizelotes pygmaeus (Miller, 1943)
- Civizelotes sengleti (Wunderlich, 2022)
- Civizelotes solstitialis (Levy, 1998)
- Civizelotes tibichaetoforus Tuneva y Kuzmin, 2016